# Ngô Đình Mẫn
Ngô Đình Mẫn (1905 – 1933), thường viết sai là Ngô Đình Mãn, là nhà cách mạng Việt Nam, Đảng viên Đảng Cộng sản Đông Dương.

## Thân thế
Ngô Đình Mẫn quê ở La Khê Tây, xã La Khê, huyện Hoài Đức, tỉnh Hà Đông, nay là phường La Khê, quận Hà Đông, thành phố Hà Nội.
Hồi nhỏ, ông học ở Trường Tiểu học Hà Đông. Năm 1920, ông ra Hà Nội, tốt nghiệp Sơ học yếu lược, sau đó học tập ở Trường Kỹ nghệ thực hành, nơi chuyên đào tạo công nhân tay nghề cao. Trong thời gian học tập, ông từng tham gia phong trào để tang Phan Châu Trinh, bãi khóa đòi thả Phan Bội Châu.
Sau khi tốt nghiệp, ông làm việc ở phòng can in kỹ thuật của hãng sửa chữa ô tô Aviat tại phố Ngô Quyền, Hà Nội.

## Hoạt động
Năm 1926, dưới sự dẫn dắt của Nguyễn Tạo và Hạ Bá Cang, ông tham gia tổ chức Tân Việt Cách mạng Đảng, sinh hoạt trong Liên tỉnh bộ Hà Nội-Hà Đông cùng với Tôn Quang Phiệt, Nguyễn Quang Trọng.
Năm 1929, ông là ủy viên Kỳ bộ Bắc Kỳ Tân Việt Cách mạng Đảng. Tháng 12 cùng năm, ông là đại biểu duy nhất, thay mặt Kỳ bộ Bắc Kỳ đi dự Đại hội thành lập Đông Dương Cộng sản Liên đoàn. Tuy nhiên, do bị lộ nên toàn bộ thành viên tham gia Đại hội đều bị bắt.
Đầu năm 1930, sau hai tháng giam giữ, tra hỏi, do không tìm được chứng cớ, nên Công sứ Lacarade buộc phải thả ông. Ngày 24 tháng 2, Đông Dương Cộng sản Liên đoàn gia nhập Đảng Cộng sản Việt Nam, ông trở thành Xứ ủy viên Xứ ủy Bắc Kỳ của Đảng.
Sua đó, ông được Trung ương Đảng giao nhiệm vụ làm thủy thủ trên một con tàu vận tải, để bắt liên lạc với Đảng Cộng sản Pháp. Tuy nhiên, con tàu đó lại thay đổi hành trình sang Mỹ, nên ông rời tàu, xuống Hải Phòng lãnh đạo phong trào công nhân.
Trước tháng 5 năm 1931, khi đang chuẩn bị tổ chức kỷ niệm ngày Quốc tế Lao động, do có kẻ phản bội, ông bị thực dân Pháp bắt. Tháng 10, thực dân Pháp cho mở phiên tòa xét xử, tuyên án khổ sai chung thân, cùng 90 người khác bị lưu đày ở nhà tù Sơn La. Ông tiếp tục tiến hành các hoạt động tuyên truyền cách mạng ở trong tù.
Năm 1933, ông mất trong tù.

## Kỷ niệm
Năm 1988, Chủ tịch Hội đồng Bộ trưởng nước Cộng hòa Xã hội chủ nghĩa Việt Nam đã ký Quyết định số 144-CT/KT công nhận Ngô Đình Mẫn là liệt sĩ tiền bối cách mạng.
Năm 2018, tên của ông được đặt cho một con đường ở quận Hà Đông, Hà Nội.